# BTR-70
BTR-70 je sovjetski oklopni transporter na osam kotača razvijen kao nasljednik BTR-60P. Javnosti je prvi put predstavljen 1980. tijekom parade u Moskvi.